# Вільнянська ЗОШ № 1

Вільнянська Гімназія 1

Вільнянська гімназія № 1 — історична школа м. Вільнянськ, одна з найстаріших шкіл Вільнянського району Запорізької області. Відкрита у 1940 році. Перші випускники школи (12 чоловік) у 1941 році — році початку на території України бойових дій радянсько-німецької війни 1941—1945 рр. — після випускного вечора пішли на фронт.
Школа знаходиться у м.Вільнянськ. Статус школи на початку ХХІ ст. — Гімназія. Форми навчання: Денна, Індивідувальна, Вечірня, Екстернатна.
Відомі учні школи:
- Основа Олександр Володимирович
- Дмитрієв Юрій Іванович
- Білецький Володимир Стефанович

За понад 80 років існування у школі змінилося 6 директорів:
Коваль Михайло Антонович, Пархоменко Ілля Степанович, Галицький Григорій Лукич, Левченко Олена Іванівна, Стьожка Лідія Вікторівна, Малиш Валентина Ананіївна.

## Інтернет-ресурси
- Сайт Вільнянської гімназії №1